# Casa al carrer Príncep, 4 (Figueres)
L'edifici situat al Carrer Príncep, 4 és una obra del municipi de Figueres (Alt Empordà) que forma part de l'Inventari del Patrimoni Arquitectònic de Catalunya. És un edifici entre mitgeres situat al nucli antic de la ciutat.

## Descripció
És una casa de planta baixa i pis, amb coberta terrassada. La planta baixa té dues obertures, la porta d'accés a la casa, en arc rebaixat i amb una finestra a sobre, i una finestra inscrita en un arc rebaixat. Els elements més destacats de la casa els trobem a les obertures del primer pis. La finestra està emmarcada i té una decoració floral amb una estrella a sobre, a sobre la llinda. El balcó és de ferro forjat i la finestra està decorada per dues pilastres amb fust estriat i capitell amb volutes. Sobre el capitell hi ha un tríglif, i la llinda té una decoració floral en relleu.